# Мария Елизавета Французская
Мари́я Елизаве́та Францу́зская (фр. Marie-Élisabeth de France), или Мари́я Елизаве́та Валуа́ (фр. Marie-Élisabeth de Valois; 27 октября 1572, дворец Лувр, Париж, Французское королевство — 2 апреля 1578, дворец Анжу, Париж, Французское королевство) — принцесса из дома Валуа, единственный ребёнок французского короля Карла IX от его супруги Елизаветы Австрийской; умерла на шестом году жизни.
По свидетельству мемуаристов Пьера де Л’Этуаля и Пьера де Бурдейля Брантома принцесса была умна не по годам, имела добрый характер.

## Биография

### Обстоятельства рождения
26 ноября 1570 года в городе Мезьер сочетались браком Карл IX, король Франции, и эрцгерцогиня Елизавета Австрийская, дочь Максимилиана II, императора Священной Римской империи. Во время беременности королевы король проявлял особенную заботу о здоровье жены. Ожидание первенца у венценосной четы послужило вдохновением для многих придворных поэтов, среди которых были Пьер де Ронсар и Жан Антуан де Баиф. 27 октября 1572 года во дворце Лувр у супругов родилась дочь — принцесса Мария Елизавета Французская.
Она появилась на свет спустя два месяца после Варфоломеевской ночи, обострившей в стране и без того сложные отношения между протестантами и католиками. Стремясь предотвратить войну между Францией и Англией, заступившейся за французских протестантов, королева-мать Екатерина Медичи через английского посла в Париже предложила английской королеве стать восприемницей новорождённой французской принцессы в ознаменование мира между народами их государств. В свою очередь, с подобным предложением уже лично к королеве Елизавете I обратились в своих письмах родители девочки.
2 февраля 1573 года в церкви Святого Германа Осерского в Париже состоялось крещение Марии Елизаветы Французской. Восприемниками принцессы стали савойский герцог Эммануил Филиберт и английская королева Елизавета I, которую на крещении представлял Уильям Сомерсет, граф Вустерский. Ещё одной крёстной матерью Марии Елизаветы стала бабушка по линии матери — императрица Мария.

### Детство
Принцесса оказалась единственным ребёнком Карла и Елизаветы. Король скоропостижно скончался 30 мая 1574 года. 25 ноября 1575 года, овдовевшая королева покинула Францию, оставив дочь при французском дворе. С самого рождения Мария Елизавета имела слабое здоровье. Главной экономкой при ней была назначена Изабель Шабо, супруга дворянина Жака Тюрпена де Криссе. В свиту юной принцессы входили дворянки и дворяне, главным образом из Турени и многочисленные слуги.
Она росла в королевских замках в Амбуазе и Блуа. Затем её перевезли в Париж, во дворец Анжу, который получил своё название от титула прежнего владельца, дяди Марии Елизаветы, герцога Анжуйского, ставшего королём Франции под именем Генриха III. Став королём, он передал дворец сестре, королеве Маргарите, супруге наваррского короля Генриха, будущего короля Франции под именем Генриха IV. И дядя-король, и тётя-королева заботились о здоровье и благополучии племянницы.

### Преждевременная смерть
Смерть Марии Елизаветы на шестом году жизни 2 апреля 1578 года вызвала неподдельную скорбь у подданных королевства. На следующий день было проведено вскрытие её тела для бальзамирования. Отчёт о вскрытии был опубликован спустя несколько лет итальянским врачом Филиппо Кавриани, служившим в то время при французском дворе. Данные вскрытия опровергали подозрения в том, что принцесса была отравлена.
Поминальная месса по Марии Елизавете прошла 9 апреля в соборе Богоматери Парижской. Проповедь над гробом принцессы была прочитана королевским проповедником Арно Сорбеном. Её похоронили рядом с могилой отца в королевской усыпальнице в аббатстве Сен-Дени под Парижем.
18 октября 1793 года могила Марии Елизаветы в числе прочих была осквернена французскими революционерами. В 1817 году её останки были снова погребены в восстановленной королевской усыпальнице Сен-Дени.